# General Polavieja, 62
El edificio, situado en la calle  General Polavieja, número 62 del Ensanche Modernista de la ciudad española de Melilla, fue un edificio modernista, que formaba parte del Conjunto Histórico Artístico de la Ciudad de Melilla, un Bien de Interés Cultural.

## Historia
Fue construido entre 1915 y 1917, según diseño del ingeniero militar Juan Nolla Badía, que también construyó los números  60 y 58 de la misma calle.
Fue derribado en febrero de 2013 tras el fallecimiento de un obrero al caerle la estructura de la escalera cuando trabajaba en las labores de restauración del inmueble.

## Descripción
Estaba construido en ladrillo macizo para los muros y vigas de hierro y bovedillas del mismo ladrillo. Tiene planta baja, principal y primera.
Su fachada, de bajos muy reformados, en su origen con arcos, cuenta con  balcones de magníficas rejas y molduras sobre los vanos de las ventanas, así como miradores en el centro y en los extremos,  el de su izquierda perdido. El peto contaba con balaustradas